# MV St. Thomas Aquinas
El M/V St. Thomas Aquinas fue un ferry de pasajeros registrado en Filipinas, operado por 2Go que se hundió después de chocar en la noche del 16 de agosto de 2013 contra el MV Sulpicio Express en la costa de Cebú. Al 3 de septiembre de 2013, hubo 108 muertos y 29 desaparecidos con 733 rescatados como resultado del accidente.

## Hundimiento

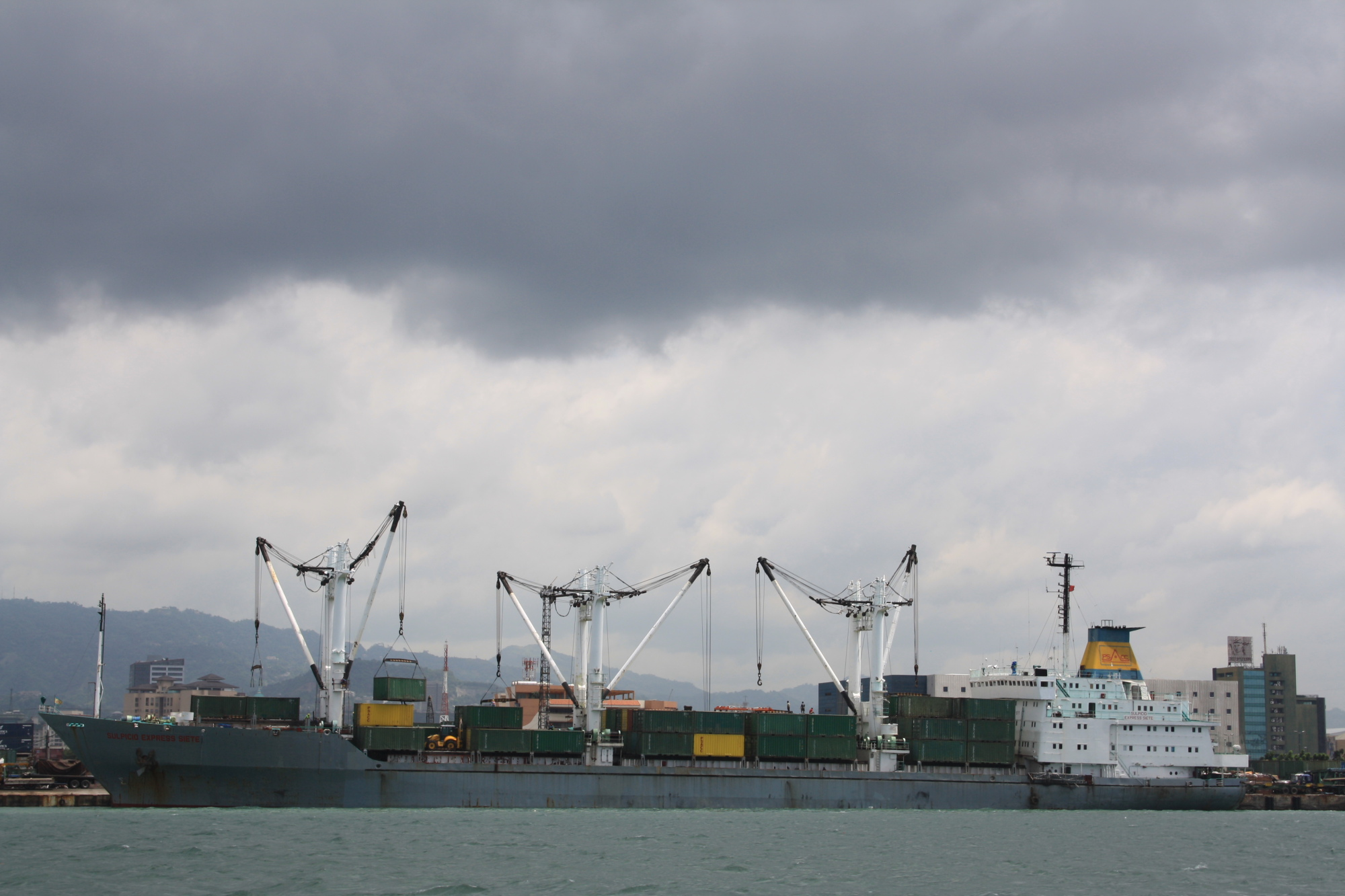
MV Sulpicio Express Siete, la otra embarcación que estuvo involucrada en el abordaje.

El viernes 16 de agosto de 2013, el St. Thomas Aquinas partió de Nasipit, Agusan del Norte, en la isla de Mindanao, al sur de Filipinas. Aproximadamente a las 21:00 PHT (13:00 UTC), se dirigía al puerto de la ciudad de Cebú a través del estrecho de Cebú cuando colisionó contra el MV Sulpicio Express Siete (IMO 7724344), un buque de carga propiedad de la Philippine Span Asia Carrier Corporation que salía del puerto, aproximadamente a 1,2 millas (1,9 km) de Talisay, Cebú.
El St. Thomas Aquinas inmediatamente comenzó a hacer agua, lo que llevó al capitán a ordenar un anuncio de "abandono del barco". La tripulación rápidamente repartió chalecos salvavidas mientras cientos de pasajeros saltaban por la borda. En 30 minutos, el barco se hundió.
En el momento de la colisión, el St. Thomas Aquinas transportaba 715 pasajeros (58 eran niños) y 116 miembros de la tripulación. Muchos pasajeros estaban dormidos en ese momento o tenían problemas para encontrar el camino a la cubierta en la oscuridad. Un portavoz de 2Go dijo que había una alta probabilidad de que algunos pasajeros estuvieran en el área del impacto y quedaran atrapados por el daño. El Sulpicio Express Siete , que no se hundió, tenía 36 miembros de la tripulación a bordo y sufrió graves daños en la proa en el accidente.
Los pescadores locales vieron varias bengalas –una señal de socorro– lanzadas desde el St. Thomas Aquinas y ayudaron en las primeras tareas de rescate. “Simplemente recogimos a los supervivientes y dejamos a los muertos en el agua”, dijo un rescatista. “Oí gritos y llantos”. El Consejo Nacional de Gestión y Reducción del Riesgo de Desastres (NDRRMC) llevó a cabo las tareas de rescate. Los pasajeros rescatados fueron trasladados a hoteles locales.

## Damnificados
El sábado 17 de agosto de 2013, los buzos comenzaron el proceso de recuperación de los cuerpos del barco, que se encontraba a 30 metros de profundidad, pero suspendieron las operaciones más tarde ese mismo día debido a preocupaciones de seguridad. Se confirmó la muerte de 31 personas y la desaparición de otras 172 hasta el mediodía, cuando se suspendieron las operaciones de rescate debido al mar agitado. Para el 18 de agosto, se habían confirmado 35 muertes y otras 85 personas desaparecidas como resultado del accidente. El 19 de agosto, la Guardia Costera confirmó 55 muertos y 65 desaparecidos con 750 rescatados. Los esfuerzos de rescate y recuperación se vieron obstaculizados por el mal tiempo.
Muchos de los sobrevivientes enfermaron después de tragar agua de mar y petróleo que se cree que se filtraron del Thomas Aquinas.

## Causa
En un comunicado, 2Go dijo que el St. Thomas Aquinas "fue supuestamente golpeado" por el buque de carga de Sulpicio Line, pero al mismo tiempo se negó a culpar directamente al buque de carga. 2Go dijo que el puerto de Cebú es inusualmente estrecho y que se estaban utilizando medidas especiales de control de tráfico para tratar de evitar accidentes en el puerto.
Los accidentes marítimos en Filipinas son comunes debido a una combinación de mal tiempo, mantenimiento deficiente y aplicación laxa de las normas de seguridad. La Philippine Span Asia Carrier Corporation (operadora de Sulpicio Lines) ha estado involucrada en cinco desastres marítimos, en particular el hundimiento en 1987 del ferry Doña Paz que resultó en un estimado de más de 4.000 muertes.

## Investigación oficial
El 23 de agosto se abrió una Junta Especial de Investigación Marina en la ciudad de Cebú, dirigida por el comodoro Gilbert Rueras de la Guardia Costera de Filipinas. Los capitanes del MV St Thomas Aquinas y del Sulpicio Express Siete testificaron, al igual que el capitán Galipher Ian Faller, capitán de un buque de carga de Trans-Asia Shipping Lines en la zona, el Trans Asia Nine. El capitán Galipher del Trans Asia Nine testificó que el Sulpicio Line Siete estaba en el carril de entrada en lugar del carril de salida.